# Под знака на Козирога
„Под знака на Козирога“ (на английски: Under Capricorn) е британски филм от 1949 г. историческа драма, режисиран от Алфред Хичкок, с участието на Джоузеф Котън, Ингрид Бергман и Майкъл Уилдинг в главните роли. 

## Сюжет
Внимание:  Текстът по-долу разкрива сюжета на произведението (или части от него)!
През 1831 г. Сидни в Австралия е граничен град, пълен с груби бивши затворници от Британските острови. Новият губернатор, сър Ричард, пристига със своя очарователен и весел, но ленив втори братовчед, достопочтения Чарлз Адар.
Чарлз се надява бързо да забогатее, сприятелява се с грубия Самсън Флуски, проспериращ бизнесмен, който преди това е бил транспортиран, като затворник, очевидно убиец. Сам казва, че тъй като е купил законния лимит земя, той иска Чарлз да купи земя и след това да му я продаде на печалба, за да може Сам да натрупа повече гранична територия. Въпреки че губернаторът нарежда на Чарлз да не ходи на вечеря в къщата на Сам, на която е поканен, той отива.
Чарлз открива, че вече познава съпругата на Сам, лейди Хенриета, аристократка, която е била добра приятелка на сестрата на Чарлз, когато всички са били деца в Ирландия. Лейди Хенриета е алкохоличка, която е отбягвана от обществото.
Сам кани Чарлз да остане в къщата му, надявайки се, че това ще развесели жена му, която е на ръба на лудостта. Икономката Мили, е поела изцяло управлението на домакинството и е тази, която тайно снабдява лейди Хенриета с алкохол, надявайки се да я унищожи и да спечели привързаността на Сам, в който е влюбена.
Постепенно Чарлз връща самочувствието на Хенриета. Те стават все по-близки и накрая споделят страстна целувка. Но Хенриета обяснява, че тя и Сам са най-дълбоко свързани помежду си. Когато била млада, Сам бил красивото момче работещо в конюшнята на баща и. Обзети от желание, те избягали и се оженили в Гретна Грийн.
Братът на Хенриета, ядосан, че аристократката Хенриета се е свързала с нисък слуга, се изправя срещу тях. Брат й стреля по тях и не уцелва. След това тя прострелва смъртоносно брат си. Сам прави фалшиви самопризнания, за да я спаси и е изпратен в наказателната колония в Австралия. Тя го последва и чака седем години в крайна бедност за освобождаването му.
Сам изслушва силно преувеличените истории на Мили за това какво е правил Чарлз в спалнята на лейди Хенриета, Сам се ядосва и нарежда на Чарлз да си тръгне. Чарлз 
взима любимата кобила на Сам за да стигне до Сидни. В тъмното Чарлз пада и конят си чупи крак. Сам взима пистолет и застрелва любимия си кон. Последв сватка за пистолета между чарлз и Сам, при която се произвежда изстрел и Чарлз е ранен сериозно. Сам отново е обвинен за опит за убийство. В болницата Хенриета признава на губернатора, че Сам е бил неправилно обвинен в първото престъпление – убийство. Тя признава, че тя е застреляла и убила брат си. По закон тя трябва да бъде депортирана обратно в Ирландия, за да бъде съдена.
Мили се опитва да убие Хенриета със свръхдоза успокоителни. Тя е хваната в престъплението и е изгонена позорно от имението. Губернаторът, сър Ричард, арестува Сам и го обвинява в опита за убийство на Чарлз. Сър Ричард пренебрегва твърдението на Хенриета, че Сам е невинен и за двете престъпления. Чарлз обаче решава да изкриви истината, той заявява като джентълмен, че не е имало конфронтация и никаква борба за оръжието. Било е инцидент, което оправдава Сам.
Най-накрая виждаме Сам и Хенриета заедно да се усмихват на пристанището, където изпращат Чарлз, който се качва на кораб, за да се върне в Ирландия и те се сбогуват с него.

## В ролите
| Актьор          | Роля                     |
| --------------- | ------------------------ |
| Ингрид Бергман  | Лейди Хенриета Флуски    |
| Джоузеф Котън   | Самсон „Сам“ Флуски      |
| Майкъл Уилдинг  | Чарлз Адар               |
| Маргарет Лейтън | Мили, икономка           |
| Сесил Паркър    | губернатор сър Ричард    |
| Денис О'Ди      | г-н Кориган, прокурор    |
| Джак Уотлинг    | Уинтър, иконом           |
| Харкорт Уилямс  | кочияша                  |
| Джон Ръдок      | г-н Седрик Потър, банкер |